# Telukambulu
Telukambulu is een bestuurslaag in het regentschap Karawang van de provincie West-Java, Indonesië. Telukambulu telt 5425 inwoners (volkstelling 2010).